# Главиница
Вижте пояснителната страница за други значения на Главиница.
Главѝница е град в Североизточна България. Той се намира в Силистренска област и е в близост до градовете Тутракан и Дулово. Градът е административен център на община Главиница. По данни на ГРАО към 15 юни 2023 г. в града живеят 1642 души по настоящ адрес и 1881 души по постоянен адрес.

## География
Град Главиница се намира на 50,2 км от град Силистра, на 25,4 км от Тутракан и на 34,7 км от Дулово.
Градът е на 394 км от столицата София, на 172 км от Варна и на 139 км от Букурещ.
Река Дунав е на около 18 км по въздушен път.
Град Главиница се намира в източната Дунавска равнина, а административно спада към област Силистра. Характеризира се с хълмовидно-равнинен релеф, с надморска височина варираща между 100 и 220 м. Климатът е умереноконтинентален.
Градът е общински център и лежи на пътя между градовете Дулово и Тутракан.

### Климат
Община Главиница се намира в областта на умереноконтиненталния климат. Средната годишна температура е около 11 °C. Средните абсолютни минимални температури за годината са минус 3 – 4 °C за януари. Средните абсолютни максимални температури са 24.7 °C, като през юли достигат често над 35 °C. Абсолютните минимални температури са около -32 °C. Пролетта настъпва рано – през първата половина на март. Тогава настъпва и устойчивото задържане на температурата на въздуха над 5 °C.
Сумата от вегетационните валежи е 645,5 л в гр. Главиница (Метеорологична станция – Кубрат) и е изключително равномерно разпределена през годината. Валежният максимум (70,9 и 82,9 л/м2) е през май и юни, а валежният минимум – през октомври (32,3 л/м2). През периода на активната вегетация на зимните и пролетните зърненожитни култури – април и юли, падат около 40 – 41% (264,8 л) от общите валежи, което гарантира много добра водообезпеченост на растенията и получаването на добри резултати от отглежданите сортове. През периода на активната вегетация на окопните култури (царевица, слънчоглед) падат 57 – 58% (371,5 л) от общите годишни валежи, което осигурява пълна изява на продуктивните възможности на отглежданите сортове и хибриди.
Периодът есен-зима-ранна пролет не е безводен – 274 л, или 42,5%, което осигурява добри условия на растежа и развитието на есенните зърненожитни култури.

### Почви
Почвените типове в района на общината са чернозем, излужен чернозем, оподзолен чернозем.

### Минерални ресурси
По данни от досегашните проучвания в района няма находища и не съществуват перспективи за откриване на рудни полезни изкопаеми.
От нерудните полезни изкопаеми интерес като строителен материал представляват варовиците.

### Водни ресурси
Наличните водни количества са формирани предимно от подпочвени води. На територията на общината съществуват 11 броя микроязовири и водоеми, които се използват за рибовъдство и напояване. В северната част на общината е построена напоителна система „Малък Преславец“, която не работи, но е с голям капацитет и възможности. По отношение на хидрогеоложките условия територията на общината може да се раздели на две зони: Първа зона – на север в района на разпространение на плиоценски седименти, с два водоносни хоризонта:
водоносен хоризонт в плиоценски пясъци, характеризиращ се с води с малък дебит до 4 литра на секунда и водно ниво на дълбочина от 8 до 20 м от повърхността водоносен хоризонт в аптските варовици, които се установяват на голяма дълбочина от 50 до 150 м от повърхността.
Втора зона – южната част на системата, се характеризира с дълбоки подпочвени води (наличие само на аптски водоносен хоризонт). Водоснабдяване може да се осъществи посредством дълбоки сондажни кладенци.
Водоносни са карстовите аптски варовици. Водите са дълбочинни, а не напорни. Експлоатацията на шахтните кладенци достига до 40 м под дъното на суходолията.
Наличните подземни водни ресурси се използват за битово водоснабдяване чрез сондажи, но те не са в състояние да задоволят нуждите на общината.

### Флора и фауна
Специфичен приоритет за ловен туризъм на територията на общината е наличната популация на благороден елен. По ниво на генетичен материал местната популация е от най-ценната част на вида в света. Отстрелва се трофеен и селекционен дивеч – сърни, глигани, зайци и др.

### Горски фонд
От 507 126-те дка площ на общината 112 256 дка са горски фонд, който се стопанисва от Ловно стопанство – Воден (39 171 дка), Държавно лесничейство – Тутракан (27 421 дка) и Държавно лесничейство – Дулово (45 664 дка). В Главиница няма изградено горско стопанство. Основната част от горските масиви е разположена около града в обсег от 4 до 20 км. Горскостопанската дейност се улеснява от добре развитата пътна мрежа и благоприятния релеф. Няма гори, неусвоими поради недостъпност на терена, т.е цялата територия е леснодостъпна както за превозване на добития дървен материал, така и с оглед на всички горскостопански мероприятия, включително и охрана на горите.
Главното предназначение на горите в горските стопанства е дървопроизводство, което определя и основната дейност – дърводобив

## История
От 7 септември 1984 г. Главиница е със статут на град и общински център, който включва в състава си 23 селища. Старото му име (до 1942 г.) е Асват кьой.
Легендите и спомените, грижливо пазени и предавани от едно поколение на друго, не оставят съмнение, че още от далечни времена тук е имало селище, но безспорни източници, които да документират миналото на Главинишкия край, почти не съществуват или са твърде оскъдни. Плодородната местност, богатите гори и близките изворни води давали на хората сигурност, че тук ще имат поминък. Своя отпечатък върху главинишката земя са оставили траки и римляни, а десетилетия по-късно – мохамедани, турци, черкези и българи.
Преданията разказват за съществували и изчезвали по време на войни, епидемии или по други социални и обществени причини селища. Една от легендите е за съдбата на Асваткьой по време на чумата, която през миналия век покосила местното население. Оцелелите били принудени да изоставят домовете си и селото запустяло напълно. Едва години по-късно някои от тях отново се завърнали в своя край. В спомените, пренесени през времето, се пази и друго предание, което разказва, че от смъртоносната болест успели да се спасят само младеж и девойка, които след време дали нов живот на селището.
По баирите около землището на днешна Главиница изникнали поселищата (махалите), населени главно от мохамедани пастири. Привлечени от природната благодат на околността, свои жилища построили турци и черкези. Селото е именувано Сваткьой заради образуващите се всяко лято блата.
Спазвайки порядките на Османската империя, в долината е изградена джамия. Около нея постепенно се оформя новото селище Асваткьой, което около едно столетие просъществува под егидата ѝ. Асваткьой се превежда като селото на главните, личните, първенците.
С министерска заповед от 1942 година селото е преименувано на Главиница. При избухването на Балканската война в 1912 година един човек от Асваткьой е доброволец в Македоно-одринското опълчение.

## Население
Численост на населението според преброяванията през годините:
| \| Година на преброяване \| Численост \| \| --------------------- \| --------- \| \| 1934 \| 1160 \| \| 1946 \| 1510 \| \| 1956 \| 1966 \| \| 1965 \| 2208 \| \| 1975 \| 2566 \| \| 1985 \| 2583 \| \| 1992 \| 2362 \| \| 2001 \| 2065 \| \| 2011 \| 1569 \| \| 2021 \| 1249 \| |           |
| Година на преброяване | Численост |
| 1934 | 1160      |
| 1946 | 1510      |
| 1956 | 1966      |
| 1965 | 2208      |
| 1975 | 2566      |
| 1985 | 2583      |
| 1992 | 2362      |
| 2001 | 2065      |
| 2011 | 1569      |
| 2021 | 1249      |

### Етнически състав
Преброяване на населението през 2011 г.
Численост и дял на етническите групи според преброяването на населението през 2011 г.:
|                     | Численост | Дял (в %) |
| Общо                | 1569      | 100.00    |
| Българи             | 864       | 55.06     |
| Турци               | 387       | 24.66     |
| Цигани              | 96        | 6.11      |
| Други               |           |           |
| Не се самоопределят |           |           |
| Неотговорили        | 216       | 13.76     |

## Религии
В община Главиница се изповядват православно християнство и ислям.

## Икономика
Земеделие
Територията на общината обхваща площ 507 126 дка.
Обработваемата земя заема площ 263 371 дка, като орниците са 255 657 дка, а трайните насаждения – 7741 дка.
Необработваемата земя заема площ 243 755 дка. Най-голям е делът на горите – 166 154 дка, а на мерите и пасищата – 32 702 дка. Негодните земи имат незначителен дял -3077 дка изоставени ниви и 1159 дка ерозирани.
Землището на гр. Главиница обхваща 142 357 дка стопанисвана земя, в т.ч. 11 872 дка обработваема, от които 111 472 дка ниви (99,6% от общата обработваема земя), 30 485 дка пасища и ливади и 7714 дка трайни насаждения.
Най-много обработваема земя има в землищата на Главиница, Зафирово, Малък Преславец, Сокол и Стефан Караджа.
Настъпилите драстични промени в българското земеделие през последните години доведоха до съществени изменения в начина и технологията на обработка на земята, схемите на сеитбооборот и реализиране на продукцията.
Растениевъдството е определящият подотрасъл на земеделското производство в община Главиница. Наличните почвено-климатични характеристики определят близки до оптималните възможности за производство на зърнени и фуражни култури и трайни насаждения.
Основните зърнени култури са пшеница, царевица и слънчоглед.
Обработваемите площи в община Главиница са много подходящи за отглеждане на овощни дървета (вишни, сливи и кайсии) и лозя. Трайните насаждения са ограничени поради скъпото им поддържане. Сега се създават нови масиви – 630 дка кайсии и 2500 дка нови лозя.
На територията на общината съществуват дългогодишни традиции в отглеждането на тютюн. Специфичните условия на пазара и конкретните почвено-климатични условия на района определят рестриктивно отношение към тази култура. Експертната оценка предлага отглеждане на сорта „Бърлей“ при осигурено напояване.
Етеричномаслената култура е основно чубрица. Липсват традиции за отглеждане на други такива култури независимо от благоприятните условия за това.
Специфична за района култура е тиквата. Съществуваща практика е семената да се реализират като суровина. В същото време маслото от семето е с високи биологични качества и има сигурна пазарна ниша в страната и чужбина.
Аграрна реформа
Община Главиница има 23 селища и 23 съставени земеразделителни плана за всички землища. Земята е върната на всички собственици с изготвени документи, но съществува една малка категория граждани, които по-слабо се интересуват от делбата на земи.
Средният размер на обработваемата земя на едно домакинство е много нисък – 16 дка на човек. Голяма част от населението е безимотно и малоимотно. Собствеността на стопанствата не позволява търсене на ефективни решения.

## Транспорт
Автобусите за град Главиница тръгват от автогарата в град Силистра

## Културни и природни забележителности
Библиотеки и читалища
Народни читалища има във всички селища на общината – 23 на брой. Девет от тях са в самостоятелни сгради. В три от читалищата се поддържат музейни сбирки. Читалищата обединяват дейността и проявите на библиотеката, художествената самодейност, културномасовата работа. Към тях функционират певчески и танцови самодейни колективи, които пресъздават много обичаи – коледуване, лазаруване, Трифон Зарезан, Бабинден, местни танци. Ежегодно се провежда общински преглед на художествената самодейност. Изявените групи участват в областни, национални и международни фестивали и концерти.
Други забележителности
Освен блатото край село Малък Преславец, обявено за природна забележителност, на територията на общината се намират многовековни археологически обекти с национално значение: тракийски могили до с. Сокол, старият римски път, свързващ в миналото градовете, разположени по поречието на река Дунав, Омуртаговият Преславен дом на река Дунав.
За Омуртаговия Преславен дом на Дунав край с. Малък Преславец узнаваме от надписа, издълбан на една мраморна колона в църквата „Св. 40 мъченици“ в гр. Велико Търново, който е бил преписан и издаден за първи път от Христо Даскалов от Трявна през 1859 г. Този надпис и всички първобългарски надписи, открити до 1905 г., са издадени и преведени в том 10 на „Известията на руския археологически институт в Цариград“ от директора на института Теодор Успенски.
Хан Омуртаг (814 – 831), след като направил своя Преславен дом на Дунав, издълбал на мраморна колона с гръцки букви първобългарски надпис, за да увековечи това важно събитие от своята строителна дейност.
През време на Второто българско царство Иван Асен II издигнал храма „Св. 40 мъченици“ в Търново по случай Клокотнишката победа над гърците в 1230 година. Тогава мраморната колона с Омуртаговия надпис била пренесена и използвана като подпорен стълб на църквата. Колоната и надписът са запазени до днес.
Върху мраморната колона Омуртаг наредил да се издълбае надпис, който да напомня на бъдещите поколения на българското племе за неговата строителна дейност. Част от надписа гласи: „Човекът даже и добре да живее, умира и друг се ражда. Нека роденият по-късно, като разглежда тази писмена, да си спомня за този, който я е направил. Името пък на владетеля е канъ ювиги Омуртагъ. Дано Бог да го удостои да проживъе сто години.“
В развалините на Градището, където е бил Преславният дом на Дунава, е намерена мраморна плоча с надпис, който говори за сраженията на българския хан Крум с византийския император Никифор в 811 година.
Мраморната плоча с надписа се съхранява в Археологическия музей в София.
За красотите на местността Градището и край Преславния дом на Дунава, допълнени с уникалното Малкопреславско блато, свидетелства и едно писмо от миналото на киевския княз Светослав, посетил Малък Преславец (Кадъ кьой), до майка му.
„... Майко, ако искаш да видиш по-красива земя от Киевската, ела в Кадъ кьой...“
Това писмо се съхранява в Държавния исторически музей в София.
В с. Зарица е живял и творил народният поет Мехмед Джон.

## Личности
Мехмед Мюзеккя Джон е роден на 15.03.1895 г. в дуловското село Златоклас. Основното си образование завършва в румънския град Меджидие. Много рано остава сирак. Твърде млад се отдава на поетично творчество. Известно време сътрудничи на издавания в Силистра вестник „Чардак“. По-късно започва да работи като учител в с. Зарица. Даскалува 27 години, като учи на четмо и писмо стотици деца. В края на педагогическия си път заслужено е награден с орден „Кирил и Методий“ II степен.
Признанието Джон Новатор получава още като млад учител в с. Звенимир, където за първи път въвежда светското обучение (1911 г.). Дотогава според религията момичетата и момчетата се обучават поотделно и се изучават само религиозни текстове. По-късно няколко години е кмет и се откъсва от учителската професия, но не престава да се занимава с образованието на съселяните си. В пет села построява училища.
Мехмед Джон е председател на първото ТКЗС в този край – в с. Зарица (1949 г.).
През 1956 г. е приет за член на Съюза на българските писатели. Общува и с други поети, творящи на турски език.
През 1960 година, вече 65-годишен, Мехмед Джон издава своята първа стихосбирка – „Песни за новия ден“, а на 70 години – втората, „Потта от челото ми“. Мехмед Мюзеккя Джон умира на 3 април 1974 г. Погребан е в с. Зарица.
За първи път през 1994 година се организират тържества в негова чест, съпроводени с литературни четения. През 1997 година се създава фондация „Мехмед Джон“, а от следващата година читалището в с. Зарица носи неговото име.
Фондация „Мехмед Джон“ е създадена на 26 юни 1997 г. в гр. Главиница с идеална цел – като независима културно-просветна организация да съдейства за развитието и естетическото възпитание на децата и юношите в духа на хуманизма и демокрацията в България.
Фондацията работи за откриване на млади дарования в областта на науката и изкуството, за подпомагане на тяхната творческа изява и развитие, за разширяване на международното сътрудничество между обществени организации и личности с творчески интереси.
Фондация „Мехмед Джон“ е самостоятелно юридическо лице с председател Джеват Яшар – бивш кмет на община Главиница.